# 小湊鉄道塩田営業所
小湊鉄道塩田営業所（こみなとてつどうしおだえいぎょうしょ）は、千葉県千葉市中央区塩田町に位置する小湊鉄道バス部の営業所。
主に千葉県千葉市全域と市原市五井・八幡宿からの路線を担当する。当所の管轄下として姉ケ崎駅周辺を担当する姉崎車庫がある。2018年（平成30年）5月までは木更津車庫も当営業所の管轄下にあったが、翌月より「木更津営業所」として分離・独立された。

## 沿革
東京オリンピック開幕直前の1964年（昭和39年）7月に「塩田営業所」として発足した。その後、1997年（平成9年）の東京湾アクアライン開通によって東京・横浜方面への高速バスを運行するにあたり当営業所の管轄となる。2010年（平成22年）3月14日より塩田営業所本所管轄路線（「千葉みなとループバス」は除く）で、同年5月2日より姉崎車庫管轄路線で交通系ICカード「PASMO」が導入された。なお、高速バスについては同年6月19日より木更津 - 新宿線で、五井 - 新宿線は開業と同時に導入され、2011年（平成23年）4月11日からはその他の路線にも導入された。

### 年表
- 1964年（昭和39年）

7月23日 - 塩田営業所として発足。
- 1969年（昭和44年）

月日不明 - 姉崎車庫を開設。
- 1997年（平成9年）

12月19日 - 東京湾アクアライン開通に伴い、当営業所で高速バスの管轄を開始。
- 2000年（平成12年）

月日不明 - 観光千葉営業所を姉崎車庫に統合。
- 2018年（平成30年）

6月1日 - 木更津車庫を当営業所の管轄下から独立・分離し、「木更津営業所」とする。

### 所在地
- 塩田営業所 - 千葉県千葉市中央区塩田町810（最寄り駅：内房線浜野駅）
- 姉崎車庫 - 千葉県市原市姉崎海岸90-1（最寄り駅：内房線姉ケ崎駅）

## 現行路線（一般路線）
系統番号については実際の車両には表示されない。【】内は共同運行会社である。なお、一部路線は2024年問題に起因する乗務員不足または新型コロナウイルス感染症拡大のため運休中であり、利用の際には注意が必要である。

### 塩田本所

#### 千葉駅発着路線
- 千01：千葉駅 → 中央二丁目 → 県庁前 → 柏戸病院 → 末広町四丁目 → 千葉メディカルセンター → 蘇我駅東入口 → 蘇我中下 → 白旗坂上 → 白旗
- 千02：千葉駅 - 中央二丁目 - 県庁前 - 柏戸病院 - 末広町四丁目 - 千葉メディカルセンター - 蘇我駅東入口 - 蘇我中下 - 白旗 - 大森台駅 - ひまわり - 千葉東病院 - ジェイコー千葉病院 - 千葉県がんセンター

千葉駅から蘇我駅付近を経由してがんセンターへ向かう路線だが、2022年（令和4年）8月23日から新型コロナウイルス感染症拡大のため当面の間、運休中である。
- 千04：千葉駅 - 中央二丁目 - 県庁前 - 柏戸病院 - 末広町四丁目 - 千葉メディカルセンター - 蘇我駅東口 - 蘇我駅東入口 - 蘇我中下 - 千葉工業高校前 - 柏崎 - 下宿 - 明徳学園
- 千05：千葉駅 - 中央二丁目 - 県庁前 - 柏戸病院 - 末広町四丁目 - 千葉メディカルセンター - 蘇我駅東口 - 蘇我駅東入口 - 蘇我中下 - 千葉工業高校前 - 柏崎 - 下宿 - 椎名崎新田 - 落井三又 - イオンタウンおゆみ野

千葉駅から生実（おゆみ）方面へ向かう路線群で、千05は2008年（平成20年）5月21日にイオンおゆみ野ショッピングセンター（現：イオンタウンおゆみ野）への乗り入れを開始した。
- 千07：農業センター → 県立職業訓練校 → 南警察署前 → イオンタウンおゆみ野前 → 落井三又 → 椎名崎新田 → 下宿 → 柏崎 → 千葉工業高校前 → 蘇我中下 → 蘇我駅東入口 → 千葉メディカルセンター → 末広町四丁目 → 柏戸病院 → 県庁前 → 中央二丁目 → 千葉駅（平日運休）

農業センターから千葉駅方面へ向かう片道1便運行の路線で、土曜・休日の早朝に設定されている。イオンタウンおゆみ野の営業時間外のため、構内には乗り入れない。
- 千08：千葉労災病院 → 東二丁目 → 東三丁目 → 辰巳団地 → 大厩三又 → 中西台 → 落井三又 → 椎名崎新田 → 下宿 → 柏崎 → 千葉工業高校前 → 蘇我中下 → 蘇我駅東入口 → 千葉メディカルセンター → 末広町四丁目 → 柏戸病院 → 県庁前 → 中央二丁目 → 千葉駅（土曜・休日運休）

千葉労災病院から千葉駅へ向かう長距離路線で、病院発の片道のみ運行される。大厩付近は同系統の独自区間となっている。
- 千09：千葉駅 - 中央二丁目 - 県庁前 - 柏戸病院 - 末広町四丁目 - フクダ電子アリーナ - アリオ蘇我 - ハーバーシティ蘇我

2005年（平成17年）4月27日に新設されたハーバーシティ線で、末広町四丁目 - フクダ電子アリーナ間は停留所が設置されておらず途中無停車となる。2020年（令和2年）11月24日のダイヤ改正によって毎年元日（1月1日）のみの運行となる。
- 千21：千葉駅 - 中央二丁目 - 県庁前 - 本千葉駅前 - 稲荷町中央 - JFE前 - 蘇我駅西口 - 小湊バス塩田営業所前 - 浜野 - 浜野駅前 - 八幡浦工業団地入口 - 八幡宿駅西口

2023年（令和5年）5月1日より乗務員不足のため当面の間、運休中である。一部は千32（千葉駅 - 県庁前 - 蘇我駅西口 - 浜野駅東口）に振り返られている。
- 千23：千葉駅 - 中央二丁目 - 県庁前 - 本千葉駅前 - 稲荷町中央 - JFE前 - 蘇我駅西口 - 小湊バス塩田営業所前 - 浜野
- 千24：千葉中央駅 → 千葉駅 → 中央二丁目 → 県庁前 → 本千葉駅前 → 稲荷町中央 → JFE前 → 蘇我駅西口 → 小湊バス塩田営業所前 → 浜野

2023年（令和5年）5月1日より乗務員不足のため当面の間、運休中である。
- 千25：千葉駅 → 中央二丁目 → 県庁前 → 本千葉駅前 → 稲荷町中央 → JFE前 → 蘇我駅西口 → 小湊バス塩田営業所前 → 浜野 → 浜野駅東口 → 古市場 → 中西台 → ちはら台駅入口 → 潤井戸 → 喜多

2000年（平成12年）6月8日に千葉駅 - 浜野間の運行が取り止めとなるが、2004年（平成16年）5月10日に再開した。旧『アウトレットコンサート長柄』が開業するまでは喜多発着および『房総健康センター 和楽の郷』発着が運行していた。2013年（平成25年）7月20日のダイヤ改正で千葉駅発着（千葉駅方面は和楽の郷始発）が平日1往復に減便され、2014年（平成26年）8月20日のダイヤ改正では喜多 - 和楽の郷間が廃止され、千25が復活した。2018年（平成30年）3月17日には千27（千葉駅 - 喜多 - ロングウッドステーション）の喜多 - ロングウッドステーション間が短縮され、千25に統合廃止された。
- 千29：大巌寺（淑徳大学） → 白旗 → 蘇我病院前 → 宮崎公民館 → 蘇我駅入口 → JFE前 → 稲荷町中央 → 本千葉駅前 → 県庁前 → 中央二丁目 → 千葉駅（平日・休日運休）
- 千30[7]：千葉駅 - 中央二丁目 - 県庁前 - 柏戸病院 - 末広町四丁目 - 千葉メディカルセンター - 蘇我駅東口 - 蘇我駅東入口 - 蘇我中下 - 千葉工業高校前 - 柏崎 - 生実台 - 学園前駅入口 - おゆみ野二丁目 - 鎌取駅
- 千32：千葉駅 - 中央二丁目 - 県庁前 - 本千葉駅前 - 稲荷町中央 - JFE前 - 蘇我駅西口 - 小湊バス塩田営業所前 - 浜野 - 浜野駅東口
- 千32：千葉駅 → 中央四丁目 → ハーモニープラザ → 生実坂下 → 学園前駅入口 → おゆみ野駅入口 → イオンタウンおゆみ野 → ちはら台入口 → 文月公園 → ちはら台中央 → ちはら台駅【千葉中央バス】

ちはら台駅行きは深夜急行バスで、浜野駅発着路線と系統番号が同一だが関連性は無い。1日2便が運行されていたが、2022年（令和4年）3月14日からは1便（千葉駅24:50発）が運休となり、24:25発の1便が運行される。
- 千41：千葉駅 - 中央二丁目 - 千葉中央駅 - ポートアリーナ - 流通センター - 千葉みなと駅 - ガーデンタウン - 幸町団地
- 千42：千葉駅 - 中央二丁目 - 千葉中央駅 - ポートアリーナ - 流通センター - 千葉みなと駅 - ガーデンタウン - 幸町団地 - パイロットハウス - 稲毛海岸駅【千葉海浜交通】
- 千43：千葉駅 - 中央二丁目 - 千葉中央駅 - 神明町 - 問屋町 - NHK前 - 千葉みなと駅 - ガーデンタウン - 幸町団地 - パイロットハウス - 稲毛海岸駅
- 千44：千葉駅 - 中央二丁目 - 千葉中央駅 - 神明町 - 問屋町 - NHK前 - 千葉みなと駅 - ガーデンタウン - 幸町団地

2023年（令和5年）5月1日より乗務員不足のため当面の間、運休中である。なお千葉海浜交通担当便については引き続き運行されている。
- 千51：千葉駅 - 中央二丁目 - 県庁前 - 柏戸病院 - 千葉寺 - 千葉寺駅入口 - 宮崎一丁目 - 南町二丁目 - 宮崎公民館 - 蘇我病院前 - 白旗 - 大巌寺
- 千61：千葉駅 - 中央二丁目 - かわまち矢作ホール - 松ヶ丘十字路 - 蘇我駅東口【千葉中央バス】
- 千63：千葉駅 - 福祉センター - 千葉みなと駅 - 千葉ポートタワー【千葉中央バス】

千葉駅 - 蘇我駅間の千61に付随する形で千葉ポートタワーを発着する路線だが、2023年（令和5年）5月1日より乗務員不足のため当面の間、運休中である。なお千葉中央バス担当便については引き続き運行されている。
- 千71：千葉駅西口 - ハローワーク千葉 - 千葉みなと駅 - 新港中央卸売市場

2008年（平成20年）4月1日に千葉海浜交通が運行から撤退して単独運行となり、2014年（平成26年）4月1日のダイヤ改正で千葉駅北口発着から西口発着へ変更される。2023年（令和5年）5月1日より乗務員不足のため当面の間、運休中である。
- 千82：千葉駅西口 - 千葉市役所 - 千葉みなと駅西口 - ケーズハーバー（旅客船ターミナル） - 千葉ポートタワー（土曜・休日運休）

2010年（平成22年）7月26日に「千葉みなとループバス」として千81（千葉駅 - 千葉みなと駅）が新設された。2014年（平成26年）に千81が「まちなかコース」の名称を付与されると同時に千82が「タワーコース」として新設された。2020年（令和2年）1月25日に千81が廃止され、千82も土曜・休日が運休となった。2023年（令和5年）5月1日より乗務員不足のため当面の間、運休中である。

#### 蘇我駅発着路線
- 千62：蘇我駅東口 - 松ヶ丘十字路 -  かわまち矢作ホール - 中央二丁目 - 千葉駅 - 千葉ポートタワー

前述の千61（千葉駅 - 矢作 - 蘇我駅）に付随する形で千葉ポートタワーを発着する路線だが、2023年（令和5年）5月1日より乗務員不足のため当面の間、運休中である。
- 蘇01：蘇我駅東口 - 蘇我駅東入口 - 宮崎公民館 - 蘇我病院前 - 白旗 - 大巌寺（淑徳大学）
- 蘇02：蘇我駅東口 - 蘇我駅東入口 - 蘇我中下 - 白旗 - 大森台駅 - 仁戸名坂上 - 千葉南高校（季節運行）

2021年（令和3年）4月1日に臨時運行へ格下げされ、時期不明だが毎年元日（1月1日）のみの運行となる。
- 蘇03：蘇我駅東口 - 宮崎一丁目 - 千葉寺駅 - ハーモニープラザ - 千葉大学病院【千葉中央バス】
- 蘇04：蘇我駅東口 - 蘇我駅東入口 - 蘇我中下 - 千葉工業高校前 - 柏崎 - 下宿 - 椎名崎新田 - 椎名小学校
- 蘇05：蘇我駅東口 - 蘇我駅東入口 - 蘇我中下 - 千葉工業高校前 - 柏崎 - 学園前駅入口 - おゆみ野二丁目 - 鎌取駅
- 蘇07：蘇我駅 - ちはら台駅 - 帝京平成大学（平日・休日運休）
- 蘇08：蘇我駅 - 帝京平成大学（平日・休日運休）

蘇我駅と帝京平成大学を結ぶ急行運転の通学路線で、蘇07のみちはら台駅に停車する以外は記載停留所のみ停車する。2013年（平成25年）4月1日から大学側で無料スクールバスを用意したことで、土曜1往復の運行に減便される。時刻表検索ページには記載されておらず、2020年（令和2年）11月24日のダイヤ改正によって毎年元日（1月1日）のみの運行となる。
- 蘇09：蘇我駅東口 - 蘇我駅東入口 - 宮崎公民館 - 蘇我病院前 - 白旗 - 大森台駅 - ひまわり - 千葉東病院 - ジェイコー千葉病院 - 千葉県がんセンター

2022年（令和4年）8月23日から新型コロナウイルス感染症拡大のため当面の間、運休中である。
- 蘇13：蘇我駅西口 → グローボ前 → 蘇我スポーツ公園入口 → 蘇我保育所 → 蘇我駅西口

2010年（平成22年）3月20日に新設されたグローボ経由の循環路線だが、2020年（令和2年）11月24日のダイヤ改正によって逆回りの蘇12は廃止され、蘇13は毎年元日（1月1日）のみの運行となる。

#### 鎌取駅発着路線
- 鎌01：鎌取駅 - 緑区役所入口 - 泉谷南 - 農業センター入口 - ちはら台入口 - ちはら台中央 - ちはら台駅【千葉中央バス】
- 鎌02：鎌取駅 - 緑区役所入口 - 泉谷南 - 農業センター入口 - ちはら台入口 - ちはら台東八丁目 - パークシティ【千葉中央バス】
- 鎌03：鎌取駅 - 緑区役所入口 - 泉谷南 - おゆみ野駅【千葉中央バス】
- 鎌04：鎌取駅 - おゆみ野中央五丁目 - 扇田小学校入口 - おゆみ野駅 - イオンタウンおゆみ野

鎌取駅からちはら台・おゆみ野方面へ向かう路線群だが、おゆみ野駅への最短経路は鎌03で、鎌04はおゆみ野中央付近で独自経路を経由する。イオンタウンおゆみ野発着は2008年（平成20年）5月21日に新設された。
- 鎌05：鎌取駅 - 緑区役所入口 - 南警察署前 - しのぼり公園 - イオンタウンおゆみ野前 - 落井三又 - 椎名崎新田 - 古市場 - 浜野駅東口 - 浜野

緑区役所入口の先を左折して南警察署経由で運行する遠回り路線で、イオンタウンおゆみ野構内には乗り入れない。
- 鎌06：学園前駅 → おゆみ野二丁目 → 鎌取駅

片道運行の急行便で、2便が運行される。

#### 八幡宿駅発着路線

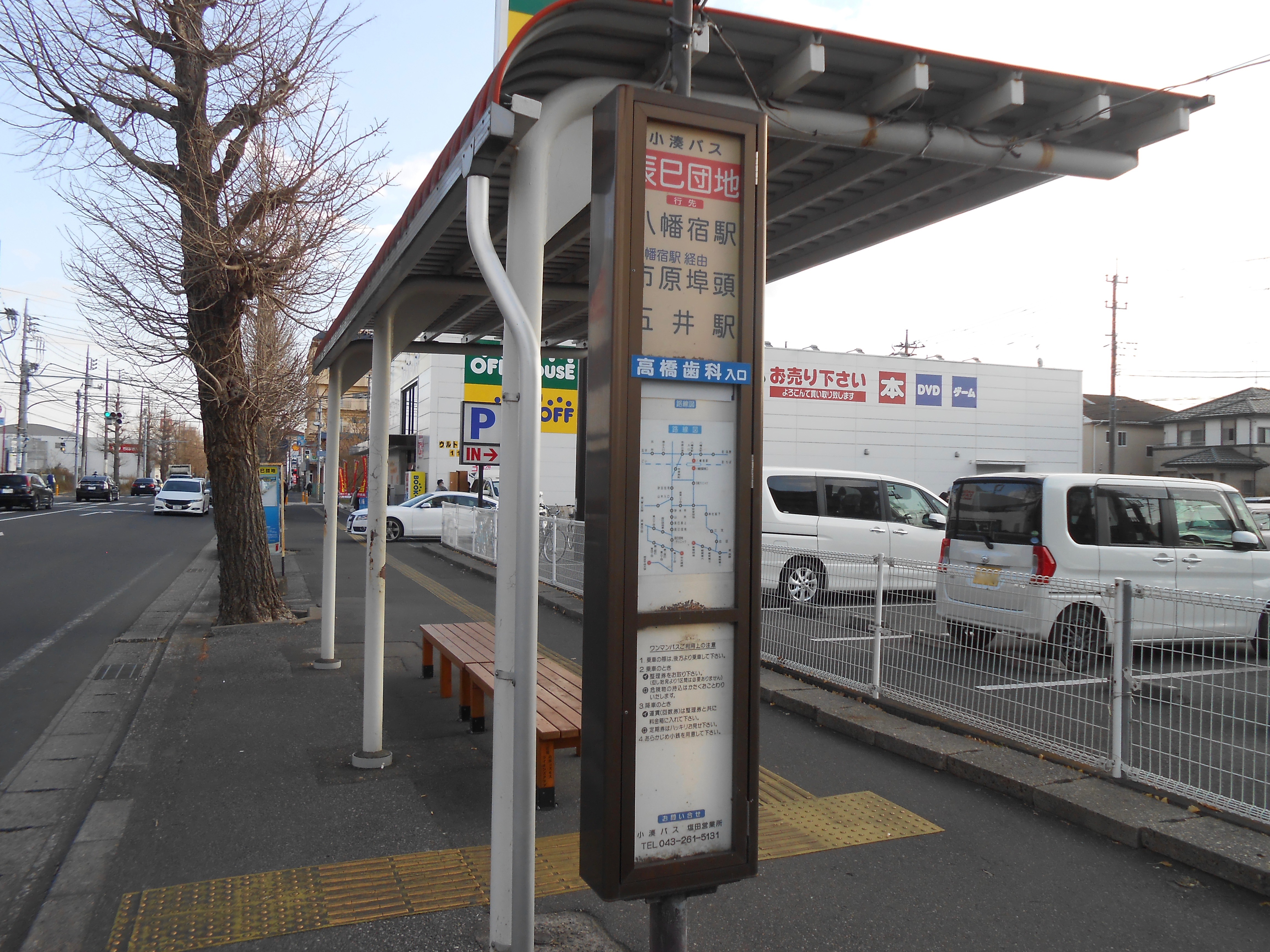
辰巳団地停留所（千葉県市原市辰巳台西）

- 八01：八幡宿駅東口 - 八幡公園入口 - 山木入口 - 妙永寺 - 山木 - 辰巳団地 - 東三丁目 - 東二丁目 - 千葉労災病院
- 八02：八幡宿駅東口 - 若宮団地 - 若宮一丁目 - 妙永寺 - 山木 - 辰巳団地 - 東三丁目 - 東二丁目 - 千葉労災病院
- 八03：三井造船前 - 古河電工前 - 八幡宿駅東口 - 八幡公園入口 - 山木入口 - 妙永寺 - 山木 - 辰巳団地 - 東三丁目 - 東二丁目 - 千葉労災病院
- 八04：三井造船前 - 古河電工前 - 八幡宿駅東口

八幡宿駅発着路線の中では労災病院発着が主力で、早朝および夕方の一部便は三井造船前発着で運行される。若宮団地経由は日中時間帯の一部便に抑えられている。
- 八05：八幡宿駅東口 - 若宮団地 - 菊間三又 - 菊間団地

八幡宿駅と菊間団地を結ぶ路線で、日中時間帯は運行されない。2022年（令和4年）8月23日から新型コロナウイルス感染症拡大のため当面の間、運休中である。
- 八06：八幡宿駅東口 - 若宮団地 - 若宮一丁目 - 妙永寺 - 山木 - 辰巳団地 - うるいど南 - 帝京平成大学

2013年（平成25年）4月1日から大学側で無料スクールバスを用意したことで、急行便が廃止された。路線図には掲載されていない。
- 八07：八幡宿駅東口 - 八幡公園入口 - 山木入口 - 妙永寺 - 山木 - 辰巳団地
- 八21：八幡宿駅西口 - 市原出道 - 白金町一丁目 - 君塚 - 五井駅西口 - 島野 - 青柳 - 姉ケ崎駅東口 - 別荘下
- 八22：八幡宿駅西口 - 市原出道 - 白金町一丁目 - 君塚 - 五井駅西口 - 島野 - 青柳 - 姉ケ崎駅東口

八21・22は八幡宿駅から内房線沿いに南下する独自経路が多い路線で、1997年（平成9年）頃までは八幡宿駅から千葉中央駅まで達する長距離路線だったが八幡宿駅で分割して現在に至る。姉崎ターミナルへは乗り入れない。
- 八23：八幡宿駅西口 - 市原出道 - 山木入口 - 郡本 - 市原市役所 - 国分寺台
- 八25：八幡宿駅西口 - 市原出道 - 山木入口 - 郡本 - 市原緑高校 - 山倉こどもの国
- 八26：八幡宿駅西口 - 市原出道 - 山木入口 - 郡本 - 海士有木駅入口 - 海士有木（旧・中央農協市西支所）

1999年（平成11年）4月21日のダイヤ改正で中央農協市西支所（現・海士有木） - 牛久駅間を廃止すると同時に長南営業所から移管された。
- 八27：辰巳団地 → 東三丁目 → 東五丁目 → 能満四辻 → 郡本 → 山木入口 → 市原出道 → 八幡宿駅西口

辰巳団地始発で片道運行される能満四辻経由便である。
- 八29：八幡宿駅西口 - 古河電工前

古河電工発着の急行便である。
- 八31：八幡宿駅西口 - 浜野

#### 五井駅発着路線
- 五01：五井駅東口 - 東口入口 - 市原テレビ局 - アリオ市原 - 市原市役所 - 国分寺台中学校 - 国分寺台小学校 - 南国分寺台 - 国分寺台

五井駅発着路線の最主力で、2013年（平成25年）11月1日にアリオ市原経由へ経路変更された。同時に五井駅西口発着が廃止され、全便が東口発着へ統一された。
- 五02：五井駅東口 - 東口入口 - 市原テレビ局 - アリオ市原 - 大堰 - 山田橋 - 市原歴史博物館・中央武道館
- 五03：五井駅東口 - 東口入口 - 市原テレビ局 - 君塚二丁目 - 大堰 - 山田橋 - 市原歴史博物館・中央武道館

1992年（平成4年）9月21日に五井駅東口循環バスとして誕生したのが起源で、時期不明ながら現行経路へ変更された。上記の五01と共にアリオ市原経由便を新設したが、平日の日中時間帯と土曜・休日の運行に抑えられている。2022年（令和4年）11月20日に「埋蔵文化財センター」が「市原歴史博物館」へ名称変更され、行先表示も「中央武道館」から「市原歴史博物館・中央武道館」へ変更された。2023年（令和5年）4月16日より乗務員不足のため当面の間、運休中である。
- 五04：五井駅東口 - 東口入口 - 平田 - 国分寺台中学校 - 市原市役所 - 山田橋 - 郡本 - 能満四辻 - 辰巳団地東 - 千葉労災病院 - 潤井戸 - ちはら台中央 - ちはら台南六丁目 - ちはら台団地

五井駅から労災病院経由でちはら台方面へ向かう長距離路線で、アリオ市原は経由しない。潤井戸 - ちはら台中央間は独自経路となっているほか、ちはら台団地は上記の鎌02などが経由するものの、停留所は五04が単独で使用している。
- 五08：五井駅東口 - 関東安全衛生技術センター

五井駅と衛生技術センターを結ぶ短距離路線だが、運行日は衛生技術センターで実施される試験日当日のみで、途中停留所には停車しない急行便である。運行路線図には衛生技術センター付近の一部のみ掲載されている。
- 五22：五井駅西口 - 東口入口 - 市原テレビ局 - 君塚二丁目 - 大堰 - 国分寺中通り - 市原市役所 - 国分寺台東小学校 - 市原緑高校前 - 山倉こどもの国

2013年（平成25年）11月1日のダイヤ改正で新設されたが、2023年（令和5年）4月16日より乗務員不足のため当面の間、運休中である。
- 五24：喜多 → 潤井戸 → 辰巳団地 → 山木 → 市原出道 → 市原郵便局前 → 五井駅西口

市原郵便局付近は内房線に沿って南下する独自経路で、2016年（平成28年）9月10日のダイヤ改正で喜多方面が廃止され、2023年（令和5年）4月16日より乗務員不足のため当面の間、運休中である。
- 五31：五井駅東口 - 東口入口 - 平田 - 国分寺台中学校 - 市原市役所 - 山田橋 - 郡本 - 能満四辻 - 辰巳団地東 - 千葉労災病院 - 潤井戸新田 - ちはら台駅（土曜・休日運休）

2010年（平成22年）4月1日のダイヤ改正で五04の大半が振り替えられ、2016年（平成28年）12月1日には土曜・休日が運休となる。2023年（令和5年）4月16日より乗務員不足のため当面の間、運休中である。
- 五33：千葉労災病院 - 潤井戸新田 - ちはら台中央 - ちはら台南六丁目 - 霜月公園 - かずさの杜入口 - ちはら台東交差点

労災病院からちはら台方面への路線だが、系統番号は五井駅発着のものを採用している。ちはら台駅は非経由、ちはら台団地には停車せず、かずさの杜入口付近は独自経路となっている。2011年（平成23年）4月8日に新設されたが利用者が定着せず、2021年（令和3年）3月31日のダイヤ改正で毎年元日の運行に変更された。ちはら台駅以遠で千葉中央バスのちはら台南北線との共通定期券が設定されていたが、ちはら台南北線も2016年（平成28年）4月1日より運休している。

#### 塩田営業所・浜野駅（浜野）発着路線
- 塩01：小湊バス塩田営業所前 - 浜野 - 浜野駅東口 - 古市場 - 中西台 - ちはら台駅入口 - 潤井戸新田 - 潤井戸 - 喜多
- 塩03：小湊バス塩田営業所前 - 浜野 - 浜野駅東口 - 古市場 - 中西台 - ちはら台駅入口 - 潤井戸新田 - 潤井戸 - 喜多 - 和楽の郷 - ロングウッドステーション
- 浜01：浜野駅東口 - 古市場 - 中西台 - ちはら台駅入口 - 潤井戸新田 - 潤井戸 - 喜多
- 浜03：浜野駅東口 - 古市場 - 中西台 - ちはら台駅入口 - 潤井戸新田 - 潤井戸 - 喜多 - 和楽の郷 - ロングウッドステーション

浜野駅からちはら台駅・喜多方面への路線群で、2013年（平成25年）7月20日のダイヤ改正で大多数が塩田営業所および浜野駅発着となり、千葉駅発着は平日1便まで減便された。2014年（平成26年）8月20日のダイヤ改正で和楽の郷発着便が廃止され、喜多またはロングウッドステーション発着へ統一された。
- 浜05：浜野 → 浜野駅東口 → 古市場 → 菊間団地

かつては浜野駅を経由して千葉駅と菊間団地間を結ぶ長距離路線だったが、2000年（平成12年）6月8日に千葉駅 - 浜野間が廃止された。2016年（平成28年）9月10日のダイヤ改正で菊間団地発が廃止されて片道運行へ変更され、運行時間帯も日曜・休日の午後に1便が残るのみとなった。

#### 喜多発着路線
- 喜01：喜多 - 勝間 - 神崎 - 神崎入口 - 潤井戸 - 潤井戸団地前 - 長者原 - 喜多
- 喜02：喜多 - 勝間 - 神崎 - 東五丁目 - 東三丁目 - 辰巳団地
- 喜03：喜多 - 勝間 - 神崎 - 神崎入口 - 辰巳団地
- 喜04：喜多 - 長者原 - 潤井戸団地前 - 潤井戸 - 神崎入口 - 辰巳団地
- 喜06：喜多 - うるいど南 - 辰巳団地

喜多発着は循環路線の喜01および辰巳団地発着路線で成り立っており、辰巳団地方面は経由地の異なる路線が多数存在する。

### 姉崎車庫

#### 姉崎地区
- 姉01：姉ケ崎駅東口 - 姉ケ崎駅入口 - 姉崎高校前 - 青葉台第一 - 青葉台第二 - 青葉台グリーンタウン
- 姉02：姉ケ崎駅東口 - 姉ケ崎駅入口 - 姉崎高校前 - 青葉台第一 - 青葉台第二 - 青葉台グリーンタウン - 青葉台南 - 帝京大学ちば総合医療センター
- 姉03：姉ケ崎駅東口 - 姉ケ崎駅入口 - 姉崎高校前 - 青葉台第一 - 青葉台第二 - 青葉台南 - 帝京大学ちば総合医療センター

姉ケ崎駅と青葉台地区を結ぶ路線だが、一部便はグリーンタウンを経由しない。早朝および夜間の一部便はグリーンタウン発着となる。
- 姉04：姉ケ崎駅東口 → 迎田住宅 → 不入斗 → 有秋台団地下 → 有秋東小学校 → 緑園都市入口 → 泉台中央 → 緑園都市ターミナル
- 姉05：姉ケ崎駅東口 - 迎田住宅 - 不入斗 - 有秋台団地 - 有秋東小学校 - 緑園都市入口 - 泉台中央 - 緑園都市ターミナル
- 姉07：姉ケ崎駅東口 → 迎田住宅 → 不入斗 → 有秋台団地下 → 有秋東小学校 → 緑園都市入口 → 立野 → 光風台坂上 → 光風台入口 → 光風台駅
- 姉25：姉崎ターミナル → 姉ケ崎駅東口 → 迎田住宅 → 不入斗 → 有秋台団地 → 有秋東小学校 → 緑園都市入口 → 泉台中央 → 緑園都市ターミナル
- 姉32：姉ケ崎駅東口 - 迎田住宅 - 不入斗 - 有秋台団地下 - 有秋東小学校 - 緑園都市入口 - 泉台中央 - 緑園都市ターミナル - 立野 - 光風台坂上 - 光風台入口 - 光風台駅

これらの路線群は県道24号（久留里街道）と県道144号を経由して有秋台・緑園都市周辺に点在する各団地に向かうため、運行系統は多岐に渡る。
- 姉33：姉ケ崎駅東口 - 姉ケ崎駅入口 - 姉崎高校前 - 青葉台第一 - 青葉台第二 - 青葉台南 - 帝京大学ちば総合医療センター - 片又木トンネル - 泉台中央 - 緑園都市ターミナル - 立野 - 光風台坂上 - 光風台入口 - 光風台駅（土曜・休日運休）

光風台や緑園都市からの通院輸送を目的に2015年（平成27年）12月21日に新設された路線で、グリーンタウンは経由しない。2022年（令和4年）9月5日から新型コロナウイルス感染症拡大のため当面の間、運休中である。
- 姉35：姉ケ崎駅東口 - 姉ケ崎駅入口 - 姉崎高校前 - 青葉台第一 - 青葉台第二 - 青葉台南 - 帝京大学ちば総合医療センター - コストコ市原物流センター（日曜・休日運休）

2021年（令和3年）4月1日に新設された姉ケ崎駅とコストコ市原物流センターを結ぶ路線で、平日と土曜のみ運行される。
- 五23：五井駅西口 - 吹上通り角 - アピタ前 - 青柳橋 - 潮見第一 - 姉崎西 - 姉ケ崎駅西口

五井駅から西へ向かい、玉前（たまさき）地区から内房線沿いに南下する路線で、五井駅 - 姉崎西間が独自路線となっている。
- 急行：姉ケ崎駅東口 - みどりヶ丘中央 - 東公園 - ダイアパレス
- 普通：姉ケ崎駅東口 - 姉崎中学校前 - みどりヶ丘中央 - 東公園 - ダイアパレス - 青葉台第三 - 帝京大学ちば総合医療センター

2018年（平成30年）9月まではコミュニティバス「あおばす」として運行していたが、翌月からは一般路線としての運行となった。

#### 光風台駅発着路線
- 光01：光風台坂上 → 光風台入口 → 光風台駅

2022年（令和4年）9月5日から新型コロナウイルス感染症拡大のため当面の間、運休中である。

#### 長浦駅発着路線
- 長01：長浦駅 - 長浦駅前五丁目 - 長浦公民館入口 - 槇の実特別支援学校 - のぞみ野ターミナル - のぞみ野南【日東交通】

長浦駅とその周辺の公共交通空白地域を補完する目的として2000年（平成12年）5月1日に新設された。日東交通との共同運行路線だが、平日は午前と午後、土曜・休日は1日ごとに運行会社が異なる。袖ケ浦市が運行を主導している関係で定期券・回数券などは当路線専用のものが利用可能である。開業から一貫して木更津車庫（当時）が担当していたが2010年（平成22年）7月20日に姉崎へ移管され、2017年（平成29年）11月16日に木更津へ再移管された。2018年（平成30年）6月24日に姉崎へ再移管された。
- 長02：長浦駅 → 長浦駅前五丁目 → 浜宿団地 → けやき台 → 代宿団地 → 別荘下 → 姉ケ崎駅西口
- 長03：長浦駅 - 長浦駅前五丁目 - 浜宿団地 - けやき台 - 代宿団地

2012年（平成24年）3月21日に木更津車庫（当時）から移管されたもので、大多数が長浦駅 - 代宿団地間の区間便である。姉ケ崎駅まで運行されるのは上り1便、下り2便だったが、2021年（令和3年）4月1日のダイヤ改正で姉ケ崎駅発が廃止された。
- 長05：代宿団地 - けやき台 - 浜宿団地 - 長浦駅前五丁目 - 長浦駅 - 長浦駅前五丁目 - 蔵波台 - 奈良輪大井戸 - 高須入口 - 袖ケ浦駅南口 - 袖ケ浦郵便局前 - 袖ケ浦バスターミナル
- 長06：長浦駅 - 長浦駅前五丁目 - 蔵波台 - 奈良輪大井戸 - 奈良輪小入口 - 袖ケ浦駅北口
- 長07：旭ダイヤモンド工業前 - 椎の森工業団地 - 浜宿団地 - 長浦駅前五丁目 - 長浦駅 - 長浦駅前五丁目 - 蔵波台 - 奈良輪大井戸 - 高須入口 - 袖ケ浦駅南口 - 袖ケ浦郵便局前 - 袖ケ浦バスターミナル

この路線群は2010年（平成22年）1月16日に袖ケ浦バスターミナルへのアクセスを目的として新設されたもので、以前は木更津車庫（当時）の管轄だったが2012年（平成24年）3月21日に姉崎へ移管され、長浦駅発着の区間便も新設された。2014年（平成26年）10月22日に袖ケ浦駅の新駅舎が開業したのに合わせ、袖ケ浦駅 - 長浦駅間の区間便は袖ケ浦駅北口発着に変更された。2015年（平成27年）12月19日に代宿団地発着の一部便を振り返る形で椎の森工業団地線が新設された。

## 現行路線（高速バス）
【】内は共同運行会社。 

### 塩田本所
- 蘇我駅東口 - 五井駅東口 - 市原バスターミナル - 羽田空港【京浜急行バス】
- 三井アウトレットパーク 木更津 - 羽田空港【京浜急行バス】

2019年（平成31年）4月1日に新設された。アウトレットパーク木更津発着便は予約制だが、五井駅・蘇我駅発着は予約が不要である。
- 五井駅東口 - 市原バスターミナル - 横浜駅東口【京浜急行バス】

### 姉崎車庫
- 東京ガウライナー：袖ケ浦駅北口 - 袖ケ浦バスターミナル - バスターミナル東京八重洲

袖ケ浦駅とBT東京八重洲を東京湾アクアライン経由で結ぶ路線である。路線名称の「東京ガウライナー」とは、目的地である東京と袖ケ浦市のマスコットキャラクター「ガウラ」に因んで名付けられた。
袖ケ浦市では以前から袖ケ浦駅発着の高速バスの運行を継続的に要望しており、時期を同じくして袖ケ浦駅周辺において「海側特定土地区画整理事業」として区画整理および宅地の造成が進められていた。2014年（平成26年）の駅舎新築などの民間事業による宅地の分譲や、内房線を潜るアンダーパス（袖ケ浦アンダーパス）の整備などが進められた結果、駅周辺の利便性が向上したとして2017年（平成29年）12月15日に新設された。
- 長南カントリークラブ・長南パブリックコース - 大崎駅西口

2021年（令和3年）3月22日に新設された。
- 新小岩駅東北広場 - 一之江駅 - 葛西駅 - 三井アウトレットパーク 木更津

2021年（令和3年）12月22日に東京都道318号環状七号線を経由してアウトレットパーク木更津へ向かう路線として新設された。2022年（令和4年）7月16日には京成バス運行便が亀有駅発着へ延伸された。
2023年（令和5年）11月16日より小湊鉄道単独運行となり、亀有駅発着を取り止め新小岩駅発着に短縮した。

## 特定輸送バス

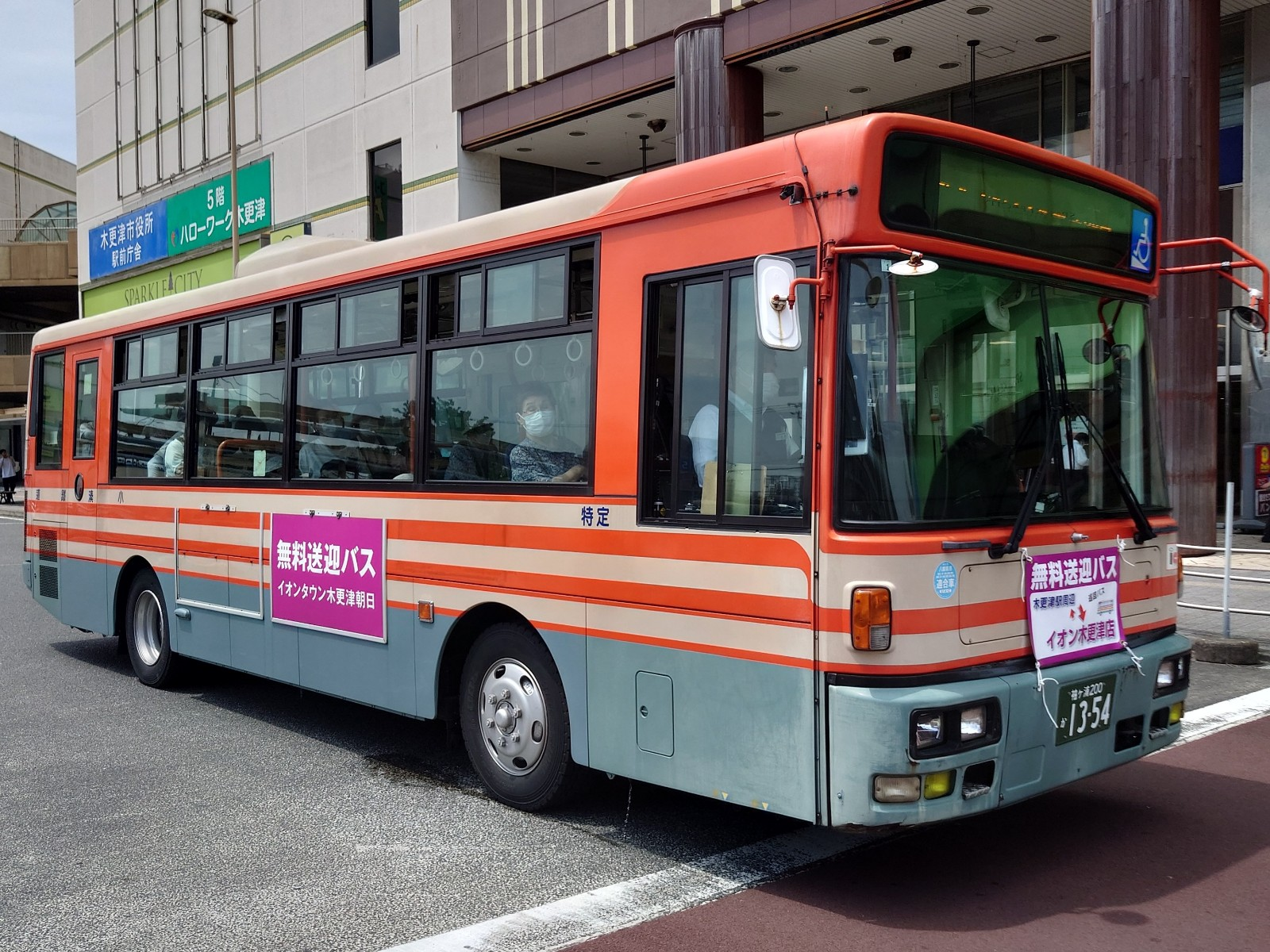
市役所朝日庁舎への無料送迎バス

塩田営業所では千葉市内および市原市内の各工場から社員送迎用の特定輸送バスの運行を受託しているほか、ショッピングセンターなどのシャトルバスも受託している。
主な運行路線は以下の通りであるが、一般利用者の利用を考慮していないため記述されていない路線も存在する。
- 各企業および工場などと周辺の鉄道駅を結ぶ社員送迎バス
- イオンタウン木更津朝日（木更津市役所朝日庁舎）のお買い物シャトルバス
- 帝京平成大学のスクールバス

2013年（平成25年）4月1日に大学側で無料スクールバスを用意したことで、小湊鉄道としての運行は必要最低限に抑えられている。

## 廃止・移管路線
記述されている停留所表記は全て廃止当時のものとする。

### 一般路線
千葉駅発着路線
- 千06：千葉駅 - 県庁前 - 蘇我駅東入口 - 椎名崎 - 椎名小学校

廃止時期不明。
- 千22：千葉中央駅 - 千葉駅 - 県庁前 - 蘇我駅西口 - 浜野 - 八幡宿駅西口

2020年（令和2年）4月6日に廃止された。
- 千27：千葉駅 → 県庁前 → 蘇我駅西口 → 浜野駅東口 → ちはら台駅入口 → 喜多 → ロングウッドステーション

2018年（平成30年）3月17日のダイヤ改正で喜多 - ロングウッドステーション間が短縮され、千25（千葉駅 → 蘇我駅西口 → 喜多）に統合廃止された。
- 千29：千葉駅 → 県庁前 → 寒川大橋 → 蘇我駅入口 → 白旗 → 大巌寺

2017年（平成29年）12月2日に廃止された。
- 千33：千葉中央駅 - 千葉駅 - 県庁前 - 蘇我駅西口 - 浜野駅東口

2017年（平成29年）3月4日に新設されたが利用者が定着せず、千葉中央駅方面を夕方以降の運行に減便したのち、2020年（令和2年）4月6日に廃止された。
- 千81：千葉駅西口 - 千葉中央駅入口 - ポートアリーナ - 市役所南口 - 千葉みなと駅

2010年（平成22年）7月26日に新設された「千葉みなとループバス」で、2014年（平成26年）に「まちなかコース」の愛称が付与された。2020年（令和2年）1月25日の千葉地区ダイヤ改正によって廃止された。
蘇我駅発着路線
- 蘇12：蘇我駅西口 → 蘇我保育所 → 蘇我スポーツ公園入口 → 蘇我駅西口

蘇我駅とスポーツ公園入口を循環運行する路線だが、2020年（令和2年）11月24日のダイヤ改正で廃止された。なお、逆回りの蘇13（蘇我駅西口 → 蘇我スポーツ公園入口 → 蘇我保育所 → 蘇我駅西口）は2023年現在も設定されているが毎年元日のみの運行である。
五井駅発着路線
- 五井駅東口 - 岩野見 - 市原市役所 - 国分寺台 - 山倉こどもの国

1985年（昭和60年）に市原市役所から先のこどもの国発着へ延伸されたが、2013年（平成25年）11月1日に廃止された。
- 五井駅西口 - 岩崎 - 市原臨海体育館入口 - 市原臨海体育館

1975年（昭和50年）頃に開業した歴史ある路線だが、2015年（平成27年）夏頃に廃止された。最末期は臨時便のみ運行していた。
- 五井駅西口 - 望洋高校

スクールバスだったが2010年（平成22年）3月に契約輸送を終了した。
- 五井駅西口 - 島野 - 京葉高校入口 - 分目 - 山田駅

1999年（平成11年）6月23日に廃止された。現在はかすみ橋・京葉高校前経由の五井駅東口発着へ経路変更され、分目発着まで短縮された。
- 五井駅西口 - 電話局 - 五井火力
- 五井駅西口 - 電話局 - 不二サッシ

2009年（平成21年）12月14日に廃止された。
- 五06：帝京大学ちば総合医療センター → 畑木 → 京葉高校前 → 五井駅東口

五井駅と帝京大学医療センターを結ぶ路線だったが、2017年（平成29年）に医療センター方向が廃止され、2018年（平成30年）4月1日に廃止された。
- 五07：五井駅東口 → 京葉高校前 → 分目 → あずの里いちはら

2011年（平成23年）10月1日に分目 - あずの里いちはら間が延伸されたが2017年（平成29年）に五井駅方向が廃止され、2018年（平成30年）4月1日に廃止された。
- 五10：五井駅東口 - 京葉高校（土曜・休日運休）

平日1往復のみ運行されていたが現在は運行していない。
姉ケ崎駅発着路線
- 姉崎ターミナル - 姉ケ崎駅東口 - 迎田 - 立野 - 光風台駅 - 牛久駅
- 富士石油 - 姉ケ崎駅 - 有秋台団地 - 上稜田（かみわせだ）住友社宅

廃止時期不明。
- 有秋台団地 - 姉ケ崎駅東口 - 極東石油

2010年（平成22年）5月27日に廃止された。
- 有秋台団地 → 姉ケ崎駅東口 → 富士石油
- 姉06：姉ケ崎駅東口 - 迎田 - 有秋台団地

現在は緑園都市ターミナル方面の路線が経由しており、有秋台団地を起終点とする路線は存在しない。
- 姉08：富士石油 → 姉崎ターミナル → 姉ケ崎駅東口（土曜・休日運休）
- 姉11：青葉台グリーンタウン → 姉崎ターミナル → 出光化学前（平日・休日運休）

2010年（平成22年）10月1日に富士石油方向が廃止され、2017年（平成29年）12月2日に姉ケ崎駅方向と青葉台グリーンタウン経由が運行休止となった。その後の復活は無く、事実上の廃止路線となった。
- 姉24：姉崎ターミナル - 姉ケ崎駅東口 - 迎田 - 有秋台団地下 - 緑園都市入口 - 泉台中央 - 緑園都市ターミナル
- 姉26：姉崎ターミナル - 姉ケ崎駅東口 - 迎田 - 有秋台団地

現在は緑園都市ターミナル方面の路線が経由しており、有秋台団地を起終点とする路線は存在しない。
- 姉27：姉崎ターミナル - 姉ケ崎駅東口 - 迎田 - 有秋台団地下 - 立野 - 光風台坂上 - 光風台駅
- 姉28：姉崎ターミナル - 姉ケ崎駅東口 - 迎田 - 有秋台団地下 - 泉台中央 - 緑園都市ターミナル - 立野 - 光風台坂上 - 光風台駅
- 姉30：帝京大学ちば総合医療センター - 姉崎高校前 - 姉ケ崎駅東口 - 迎田 - 立野 - 光風台坂上 - 光風台駅

2010年（平成22年）5月27日に新設されたが、2015年（平成27年）12月18日に片又木トンネル経由の新路線に代替廃止された。

### 高速路線
- ちばたまライナー：蘇我駅東口 - 千葉駅 - さいたま新都心駅西口 - 大宮駅西口

2017年（平成29年）4月1日に新設された、千葉県と埼玉県（ちばたま）を結ぶ昼行の高速路線である。当初は4往復の運行でで、2018年（平成30年）6月3日に東京外環自動車道の三郷南インターチェンジ - 高谷ジャンクション間の開通によって外環道経由に経路変更されると同時に6往復へ増発されたが利用者が定着せず、2019年（令和元年）11月30日に廃止された。
- 赤羽駅東口 - 王子駅南口 - 三井アウトレットパーク 木更津【東京バス】

2020年（令和2年）12月23日に新設された路線で、2021年（令和3年）10月23日には赤羽駅東口まで延伸されたが2023年（令和5年）3月26日に運行を終了した。
- 市原市役所 - 五井駅東口 - 市原バスターミナル - バスタ新宿

2010年（平成22年）11月25日に新設された横浜駅および新宿駅発着路線で、2016年（平成28年）4月4日に『バスタ新宿』の開業によって新宿駅の発着地を新宿駅西口からバスタ新宿へ変更した。
- 川口駅東口 - 赤羽駅東口 - 成田空港

2022年（令和4年）4月27日に新設された。
2025年   (令和7年)   5月31日廃止

## 車両
国内4メーカーを揃えている。
路線バスは従来、大型車は前中扉車（中は引戸）、中型車は前後扉車（後は引戸）を標準仕様としてきたが、2000年以降は交通バリアフリー法施行に関係し、大型・中型関係なく前中扉車（中は引戸）に統一されている。また、現在では新車導入の度にツーステップバス（現在ではノンステップバスやワンステップバス）を長南営業所に転属させており、ノンステップバスやワンステップバスの比率が高くバリアフリー対応車両が多くなっているのが特徴である。2014年までにツーステップバスの全車がワンステップバスの一部と共に長南営業所に転属した。同時に富士重工業製車体の車両、方向幕装備の一般路線車の配置が消滅、高速バス、一般路線車とも全車LED式の行先表示装備となっている。

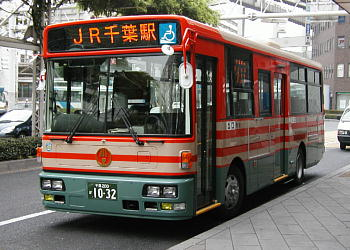
路線バス（日産ディーゼル）
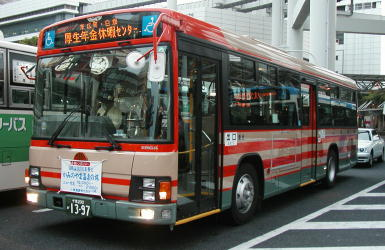
路線バス（いすゞ）
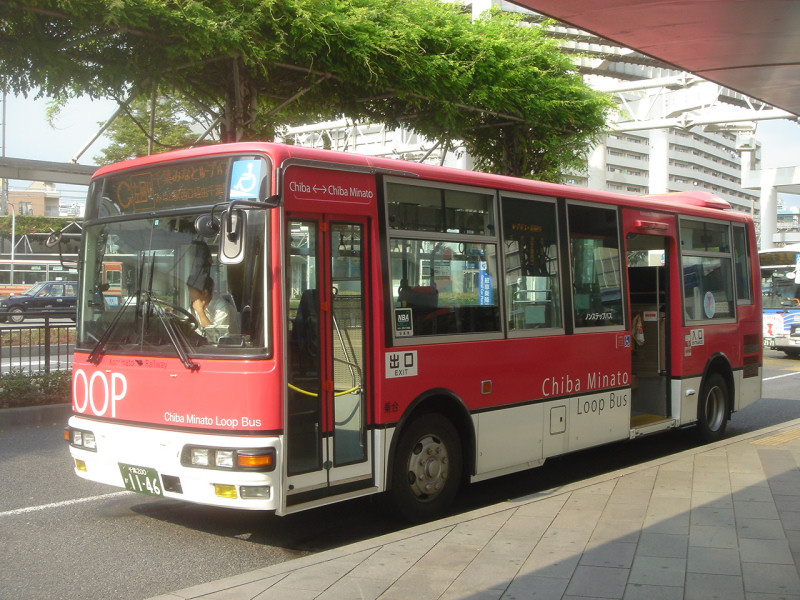
千葉みなとループバス
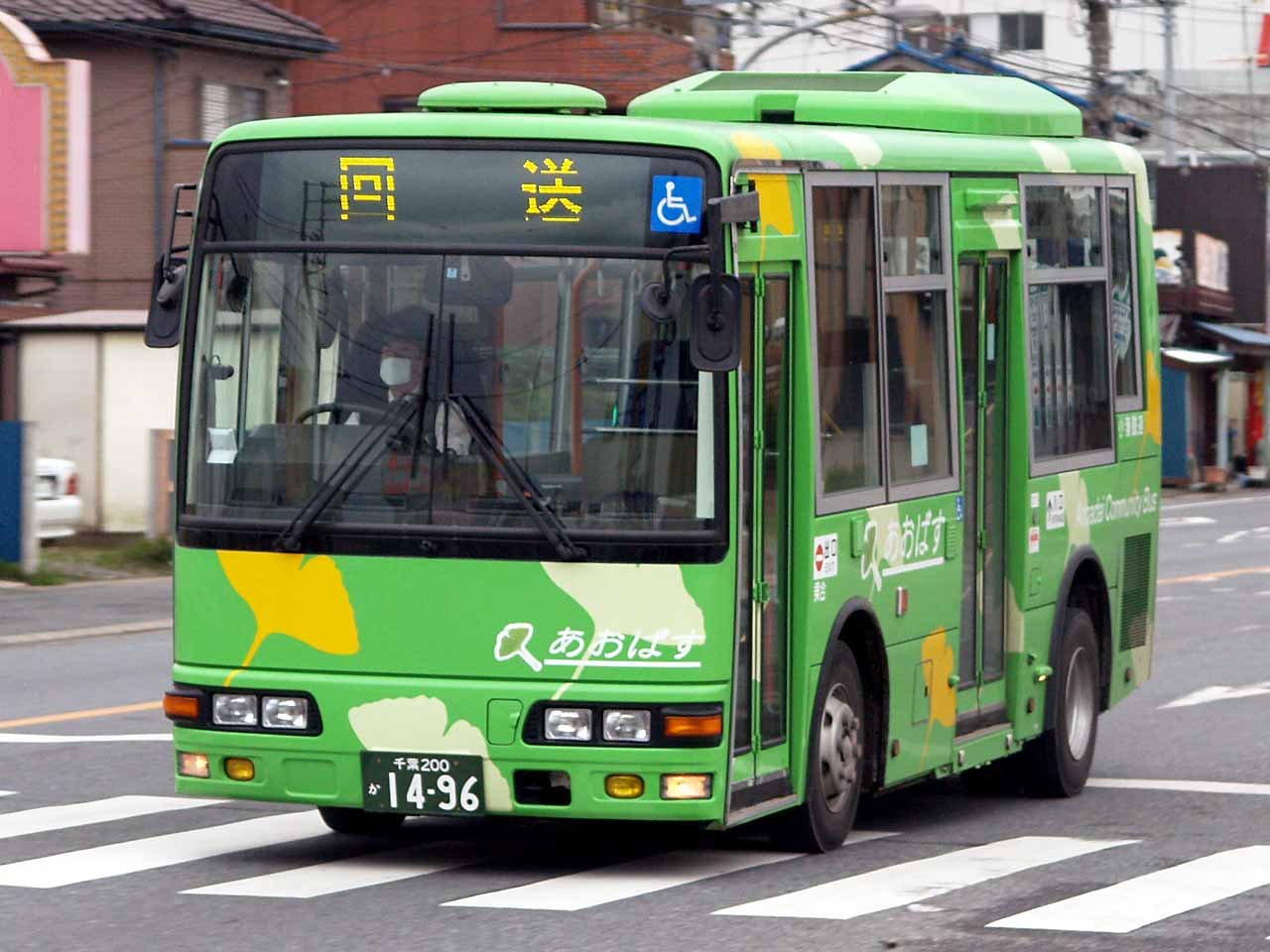
市原市コミュニティバス
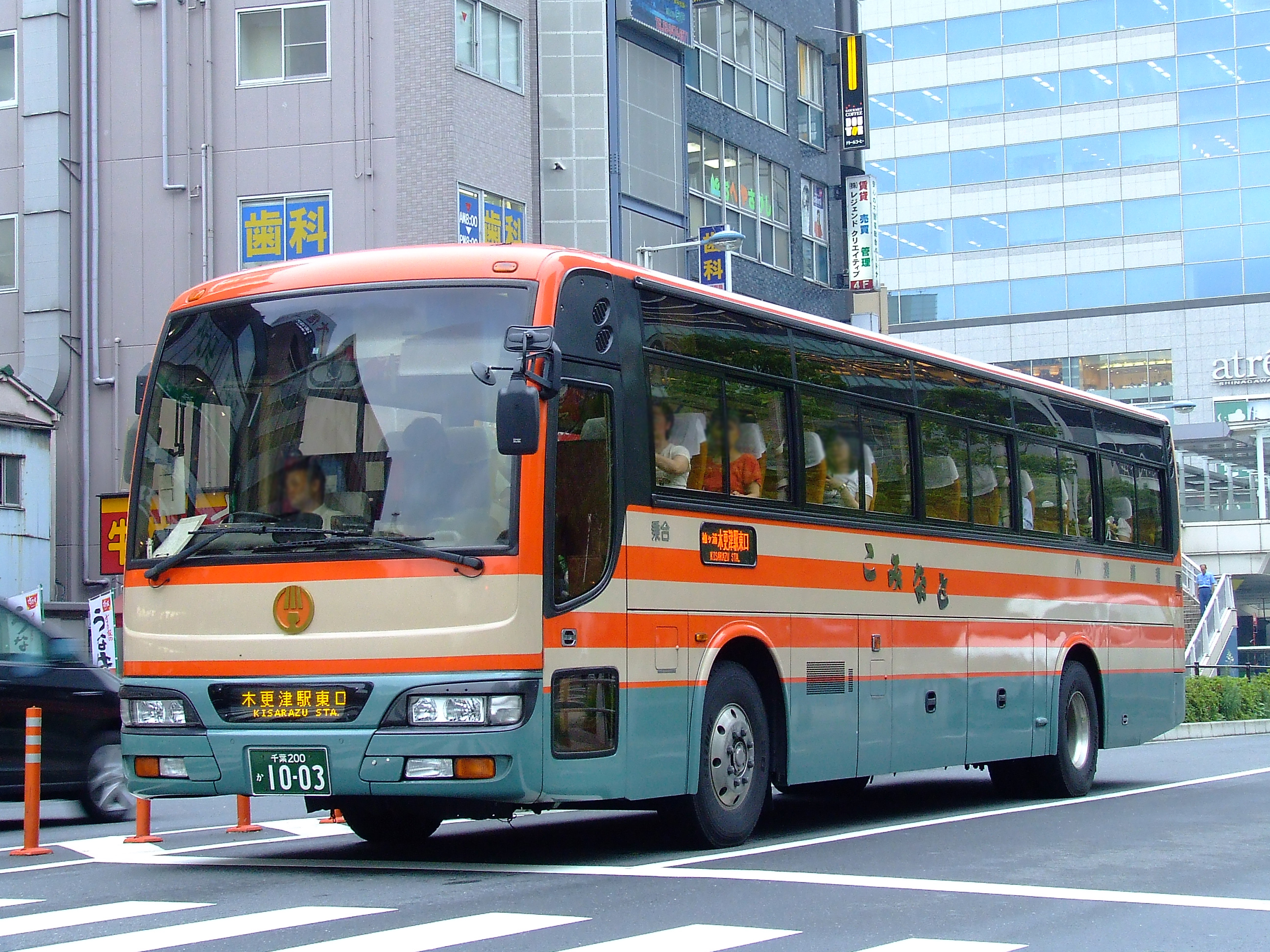
高速バス
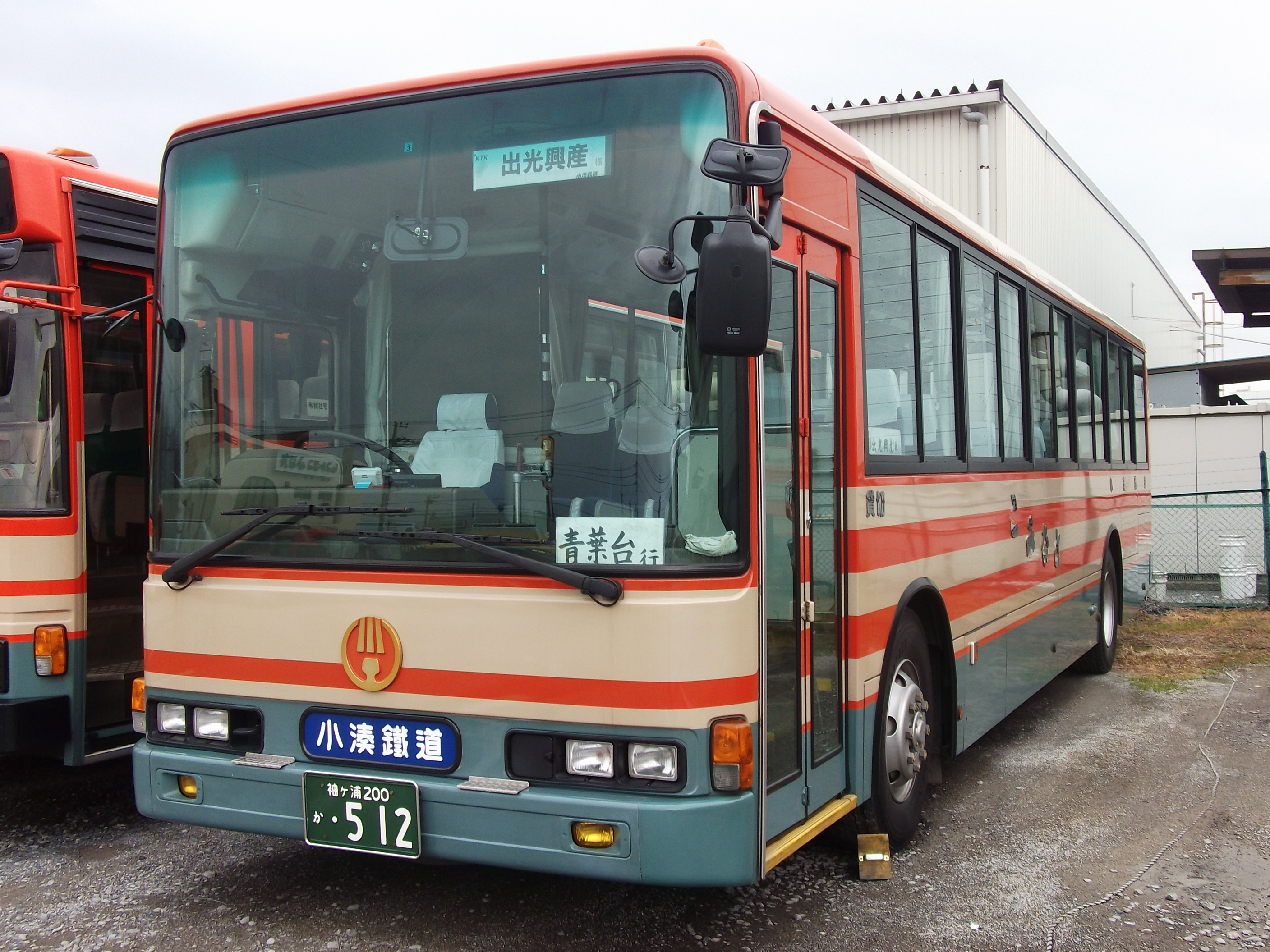
特定輸送バス